# 因斯布魯克火車總站
因斯布魯克火車總站是奧地利蒂羅爾州首府因斯布魯克的主要鐵路車站，1853年啟用，每日有約2.5萬名乘客使用。
車站由奧地利聯邦鐵路持有和營運。此站是阿爾貝格鐵路、往意大利的布倫納鐵路、往德國的米滕瓦爾德鐵路、以及東西向主幹線下因河谷鐵路的交匯點。

## 位置
因斯布魯克火車總站位於南蒂羅爾廣場，車站位於市中心東南側步行約10分鐘。

## 外部連結
- History and pictures of Innsbruck Hauptbahnhof